# Муріосклеротинія
Муріосклеротинія (Myriosclerotinia) — рід грибів родини Sclerotiniaceae. Назва вперше опублікована 1947 року.

## Поширення та середовище існування
В Україні зростає муріосклеротинія ситникова (Myriosclerotinia curreyana).